# Tongue Rocks
Die Tongue Rocks (aus dem Englischen sinngemäß übersetzt Zungenfelsen) sind kleine und eisfreie Klippenfelsen vulkanischen Ursprungs vor der Küste der Trinity-Halbinsel an der Spitze der Antarktischen Halbinsel. Im Prinz-Gustav-Kanal liegen sie zwischen Eagle Island und Beak Island.
Das UK Antarctic Place-Names Committee benannte sie 1964 in Anlehnung an die Benennung der benachbarten Inseln.